# 符腾堡-霍亨索伦大区
符腾堡-霍亨索伦大区（德語：Gau Württemberg-Hohenzollern）成立於1925年7月8日，是1933年至1945年間納粹德國在符騰堡州和普魯士霍亨索倫省的一個行政區劃。在此之前，從1925年到1933年，是納粹黨在該地區的區域細分。